# Zdzisław Lubomirski
Zdzisław Lubomirski, né le 4 avril 1865 à Nijni Novgorod (Empire russe), mort le 31 juillet 1943 à Mała Wieś (Pologne), est un prince de la famille Lubomirski et un homme d'État polonais. Entre 1917 et 1918, il assure la régence du royaume de Pologne avec Aleksander Kakowski et Józef Ostrowski.

## Biographie
Il est le fils du prince Jan Tadeusz Lubomirski et de Maria Zamoyska.
Il est maire de Varsovie (5 août 1916-6 octobre 1917), 1917-1918, membre du Conseil de régence (pl) (1917-1918), sénateur (1928-1935) .

## Mariage et descendance
Il épouse Maria Branicki avec qui il a trois enfants:
- Julia Maria (née en 1894),
- Dorota (née en 1904),
- Jerzy Aleksander (né en 1896).